# Google デスクトップ
Google デスクトップ（グーグル デスクトップ）とは、Windows、Mac OS X、Linux向けに Googleが開発したデスクトップ検索ソフトウェア。ローカルディスクおよび指定したネットワークディスク上にあるファイルに対するテキスト検索が行える。検索対象には、閲覧ウェブページや電子メール、チャットの履歴なども含まれる。また、Googleデスクトップには、Googleガジェットと呼ばれるウィジェットエンジンが含まれている。
2011年9月2日、GoogleはGoogleデスクトップのサービス終了を発表した。終了の理由としてGoogleでは、データの保存がローカルからクラウドへ移行しつつあることや、モダンなOSに同等の検索機能が統合されたことなどを挙げ、当初の目標を達成したとしている。

## 機能・特徴
2008年1月現在、Googleデスクトップには以下のような機能がある。

### ファイルのインデックス作成
検索を行うたびに、大量のファイルを全て走査していては非常に時間がかかってしまう。そこで、Googleデスクトップでは、あらかじめファイルのインデックスを作成しておき、このインデックスに対して検索を行う。Googleデスクトップを最初にインストールすると、そのコンピュータにある全ファイルのインデックス作成が行われる。この初期インデックス作成が終わっても、このソフトウェアは必要に応じてファイルのインデックス作成を継続する。ユーザーはプログラムのインストール直後からファイルの検索が可能になる。検索を行うと、その結果を通常のGoogleのウェブ検索結果とよく似た形式でウェブブラウザに表示することもできる。
Googleデスクトップはプレーンテキストファイル以外にも各種のデータにインデックス作成することができ、電子メール、Internet Explorer および Mozilla Firefox のウェブ閲覧履歴、OpenDocument および Microsoft Office のフォーマットのオフィス文書、AOL、Google、MSN、Skype、テンセントQQなどのインスタントメッセージの記録、いくつかのマルチメディアファイルなどを対象とする。これら以外のファイル種別については、プラグインを使ってインデックス作成可能である。Googleデスクトップがどの種類のデータにインデックス作成するかは、ユーザーが設定可能である。
大きなハードディスクを使っている場合、Googleデスクトップは初期インデックス作成において、ドライブ毎に10万ファイルまでしかインデックス作成できないという問題がある。10万以上のファイルを格納したドライブがあると、Googleデスクトップは初期化の際に全体をインデックス作成できない。ただし、ファイルを移動させたりオープンしたりしたときにリアルタイムでインデックス作成することもできる。

### サイドバー
Googleデスクトップの目立った特徴としてサイドバーがある。サイドバーはデスクトップの一方の端に置かれ、ガジェット群が表示される。サイドバーはWindows版とLinux版のGoogleデスクトップにある。サイドバーには初期状態で以下のガジェットが表示される。
メール
Gmailメッセージを表示するパネル
スクラッチ パッド
メモ帳。書き込んだ内容は自動的にセーブされる。
写真
写真（画像）をスライドショー形式で順次表示。デフォルトでは、そのユーザーの「ピクチャ」フォルダの画像が表示される。
ニュース
Googleニュースの最新ヘッドラインを表示（どれだけ前のニュースかも表示）。ユーザーの読むニュースによってパーソナライズされる。
天気
ユーザーが指定した場所の現在の天気を表示。
ウェブ クリップ
RSSのフィードから最近のものを表示。
Google Talk
Google Talk がインストールされている場合、そのウィンドウタイトル部分をダブルクリックすると、サイドバーに組み込まれる形になる。
Windowsのタスクバーと同様、Googleデスクトップのサイドバーも自動的に隠すことができ、隠れている端にマウスカーソルを持っていくと表示される。このモードを使わない場合、サイドバーは画面の1/6から1/9を占め（画面解像度に依存する）、他のウィンドウのリサイズを強いられる。ただし、サイドバーはなるべく小さく表示するようにもできるし、「常に手前に表示する」というオプションを無効化すれば、画面を狭くすることもない。自動的に隠す場合、サイドバーは一時的に最大化したウィンドウとオーバーラップする。
最小化されている場合に新着メールや新着ニュースがあると、タスクバー上にポップアップウィンドウを表示して知らせる機能もある。

### クイック検索ボックス
サイドバー、デスクバー、フローティング デスクバーで検索するとき、Googleデスクトップは「クイック検索ボックス」というウィンドウを表示する。このウィンドウにはデフォルトでは6件の最も適切な（そのコンピュータ上の）検索結果を表示する。インクリメンタルサーチである。

### デスクバー
デスクバーはデスクトップ上で検索したい文字列を入力するためのボックスである。ウェブの検索結果はブラウザ上に表示され、選択したコンピュータ上の検索結果は上述のクイック検索ボックスで表示される。デスクバーにはWindowsのタスクバー上の「固定デスクバー」と、任意の位置に移動可能な「フローティング デスクバー」がある。

### 電子メールのインデックス作成
Googleデスクトップには、Microsoft Outlook、IBM Lotus Notes、Mozilla Thunderbirdの電子メール・データベースに対してインデックスを作成し検索するためのプラグインがある。Lotus Notesの場合、ローカルなデータベースのみがインデックス作成と検索の対象となる。Googleデスクトップの電子メールのインデックス作成機能は、Googleのウェブベースの電子メールサービスGmailとも連携しており、Gmailのアカウントにある電子メールについてもインデックス作成し、検索することができる。

### ガジェットとプラグイン
ガジェットはインタラクティブな小型アプリケーションで、デスクトップの任意の位置に配置し（あるいはサイドバー上に整列配置し）、新着メール、天気、写真、ニュースなどを表示する。Googleの公式サイトからは既存のガジェットを選択してダウンロードできる。Googleデスクトップのガジェットやプラグインを開発したい開発者向けには、SDKと公式ブログを提供している。公式サイトには「Googleデスクトップの殿堂」があり、ガジェット作成数と人気に基づく開発者ランキングが公開されている。
SDKにはサードパーティのアプリケーションがGoogleデスクトップの検索機能を利用するための手段も提供している。例えばファイルマネージャ Directory Opus はこれを利用している。

## リリース履歴
GoogleデスクトップはGoogleの検索技術をデスクトップにもたらすべく開発された。GoogleデスクトップをリバースエンジニアリングすることでGoogleの検索アルゴリズムを解明できるかもしれないということで、一部で注目された。

### Windows
- 2004年10月14日、最初のベータ版Google Desktop Searchをリリース[5]。日本語版は2005年3月15日にリリースとなった[6]。
- 2005年8月22日、バージョン2のベータ版をリリース。このバージョンでサイドバーが追加された。2005年11月3日にはベータ版から正式版となった。新たにサイドバーのプラグインとして Google マップが登場し、プラグイン開発をサポートするツールが用意された[7]。
- 2006年2月9日、バージョン3のベータ版をリリース。ネットワーク上の複数のコンピュータ上での検索をサポート[8]。2006年3月14日に正式版となった。CTRLキーを2回押下すると出現する「クイック検索ボックス」が追加された[9]。
- 2006年5月10日、バージョン4のベータ版をリリース。Googleガジェットで情報の配列を扱うモジュールが登場。検索結果から削除されたファイルを自動的に除去するオプションが追加された[10]。2006年6月27日に正式版となった。
- 2006年11月14日、バージョン4.5をリリース。サイドバーの背景が透明となり、「フローティング」ガジェットも登場。サイドバーの個々のガジェットの見た目も改善された。このバージョンで Windows Vista に対応。
- 2007年3月6日、バージョン5のベータ版をリリース。その後同年4月27日にバージョン5.1をリリース。

### Mac
- Googleは2007年4月、Max OS X版のデスクトップ1.0をリリース。 Mac OS X v10.4 のSpotlightと並行して動作可能[11]。
- 2007年11月29日、Mac OS X版の v1.4.0.826 beta をリリース[12]。ガジェットサポートのためDashboardを利用。
- 2008年8月30日、バージョン1.6.0をリリース。

### Linux
- 2007年6月27日、Linux版のバージョン1.0をリリース[13]。Windows版の基本機能しかなく、サイドバーは付属しない。
- バージョン 1.1.1.0075 から64ビットサポートを開始（2007年12月18日から）.[14]

## 批判

### セキュリティ
2007年2月、WatchfireのYair Amitは、Googleデスクトップに一連の脆弱性があることを発見し、それを悪意ある者が利用すると、リモートから重要なデータに継続的にアクセスできるだけでなく、場合によってはシステムの制御を奪うこともできるとした。このためGoogleはGoogleデスクトップのバージョン5でロジックの変更を行った。

### プライバシー
電子フロンティア財団 (EFF) などのプライバシー/市民運動団体は、人々のコンピュータ上にある個人情報がその個人のハードディスクドライブから容易にコピーできることに懸念を表明している。
Googleデスクトップのバージョン3の機能は、そのようなセキュリティやプライバシー上の重大な懸念を提起した。特に、複数のコンピュータ上のデータ検索機能は、ユーザーのプライバシーを侵害する危険性が高いと考えられた。複数のコンピュータ上のデータ検索を許容する設定にすると、インデックス作成したコンピュータ上のファイルはGoogleのサーバにコピーされる。つまりそれによって個人のコンピュータ上の個人の情報に他人がアクセスできる可能性が生じることを真剣に考慮する必要がある。EFFは、この機能を使わないことを推奨している。また、コンピュータ上に秘匿すべきデータを格納しているユーザーは、この機能を使うべきでないという。場合によってはこの機能を有効にすることでプライバシーに関する法律に違反したり、企業の就業規則に違反する可能性がある。例えばアメリカでは、この機能が抵触しそうな法律として、SB 1386、HIPAA、FERPA、GLBA、上場企業会計改革および投資家保護法がある。
Googleのライセンス条件についてもさらに重大な懸念が生じている。特に、ローカルなマシンへの侵入のレベルという問題と、Googleが将来ライセンス条件を変更することについても暗黙のうちに合意したことになるという免責事項が設定されている点である。

### プライベートブラウジング対応
Internet ExplorerやFirefoxでは履歴を残さないプライベートブラウジングが導入されている。Googleデスクトップはこれにしばらく対応できず、履歴を残していないはずのウェブページまでインデックス作成してしまっていた。5.9.0909.02235 で対応した。

### 使用リソース量
GoogleDesktopCrawl.exeにはCPUを使い切ってしまうという問題があったが、現在ではインデックス作成が改善されたため、あまり大きな問題ではなくなっている。デフォルト設定では、Googleデスクトップをインストールすると、インデックス作成を一度にまとめて行う。これはコンピュータが30秒以上アイドル状態となったときに開始され、数時間かかる。このインデックス作成が済むと、ユーザーの行動に基づいてインデックスが逐次更新されていく。

### Outlookのインデックス作成
以前はMicrosoft Outlookのインデックス作成にも問題があった。電子メールを削除してもそのインデックスが消去されず、新たなメールのインデックスが作成されないという問題である。このためのパッチがいくつか発行された。Googleデスクトップを再インストールすると一時的に症状がなくなるが、短期間で再び同じ状態になっていた。